# 無猶區

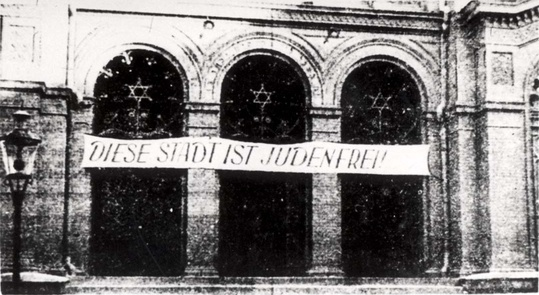
位於德占布龍貝格的猶太會堂，攝於1939年9月。德文標語寫道：「此城已無猶太人！」

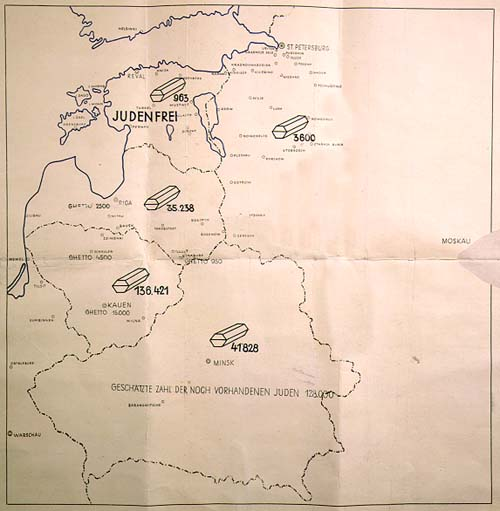
德國印製的地圖，顯示行動小組A（Einsatzgruppe A）在愛沙尼亞（被宣告為無猶太區）、拉脫維亞、立陶宛、白俄羅斯與俄羅斯執行的猶太人處決人數

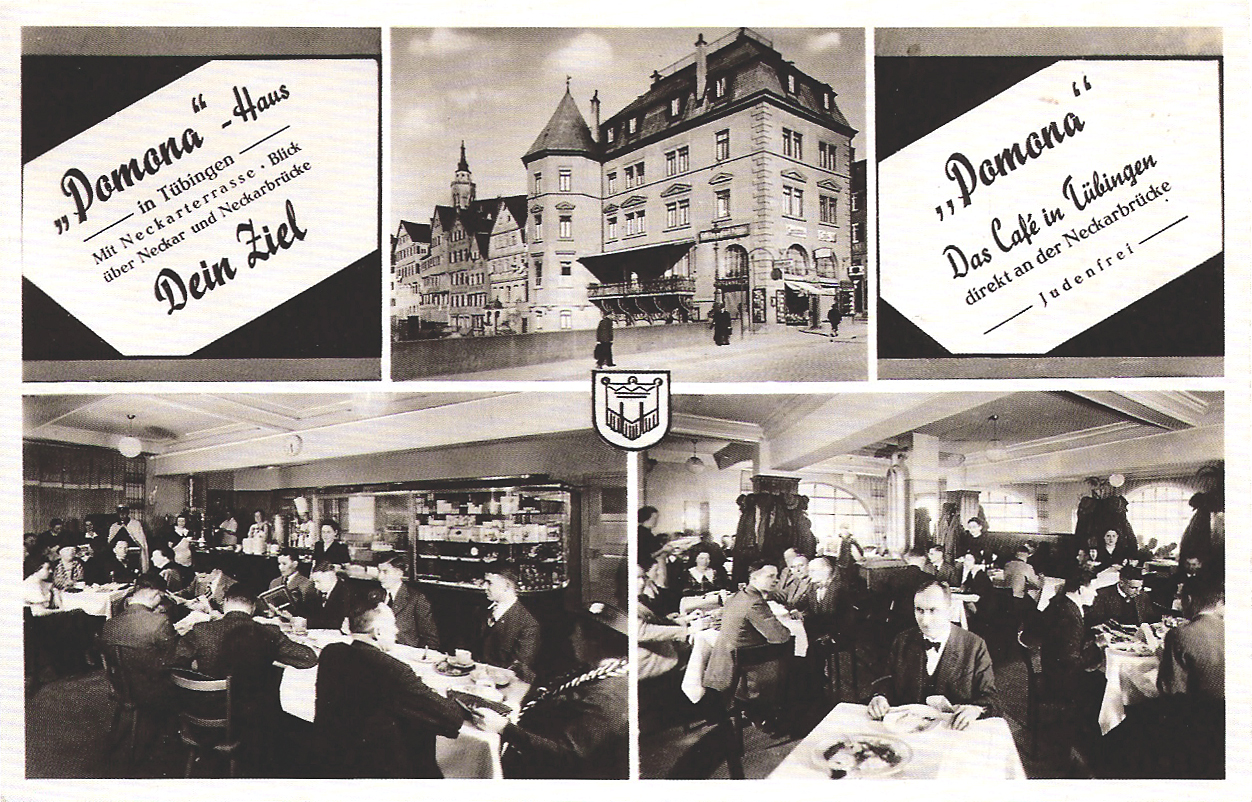
蒂賓根一家咖啡館的廣告，自稱為無猶太區

無猶區（德語：Judenfrei，德語：[ˈjuːdn̩ˌfʁaɪ]，意為「無猶太人」或 ，德語：[ˈjuːdn̩ˌʁaɪn]，意為「已清除盡猶太人」）是一個納粹時期術語，用來表示某地在大屠殺期間已被清洗乾淨而不再有猶太人。
其中 judenfrei 單純指「清除某地所有猶太人居民」，而 judenrein 則具有更強烈的種族潔淨含義，意指連帶移除所有被認為是不潔的「猶太血統」痕跡。 這些帶有種族歧視與種族迫害意味的術語是納粹反猶主義的重要組成，早在第二次世界大戰前的德國與其占領區（如1939年的波蘭）就已被使用。
無猶區表示某地的猶太人口已被強迫撤離，這些人往往被驅逐至納粹隔都（特別是在東歐），或被德軍強行「東遷安置」，實則遭遇死亡。自1941年底起，大多數猶太人都被迫佩戴黃星標誌，這在約瑟夫·戈培爾與海因里希·希姆萊的推動下實施。
德國於1945年戰敗後，部分地區試圖吸引猶太人回流，並重建於水晶之夜期間與戰後被毀的猶太會堂。

## 被宣稱為無猶區的地區
當地區、城鎮或設施被宣稱為無猶區時，意即其猶太人口已被清除。然而仍有一些猶太人得以透過鄰里掩護而倖存。在柏林，這些躲藏者被稱為「潛艇人」（submariners），意指他們如同潛入水下般消失無蹤。許多這些人熬過戰爭，成為猶太人大屠殺倖存者。
- 德國蓋爾恩豪森與卡爾夫：1938年11月1日，當地猶太會堂關閉，剩餘猶太人被迫離開後，納粹報刊《Kinzigwacht》宣稱其為無猶區。[3]
- 德占波蘭比得哥什（布龍貝格）：1939年12月被報導為無猶區。[來源請求]
- 阿爾薩斯：1940年7月由羅伯特·海因里希·瓦格納（Robert Heinrich Wagner）宣稱為無猶區。[4]
- 塞爾維亞軍事指揮官區巴納特地區：1941年8月19日，《人民觀察家報》報導為無猶區。8月20日，德國行政當局正式宣稱該地為無猶區。
- 德占盧森堡：1941年10月17日報刊宣稱為無猶區。[5]
- 德占愛沙尼亞：1941年12月被宣稱為無猶區，並在1942年1月20日的萬湖會議中被正式報告。[6][7]
- 克羅埃西亞獨立國：1942年2月，內政部長安德里亞·阿圖科維奇宣稱該國為無猶區，但德國表示懷疑並派遣弗朗茨·阿布羅邁特視察。之後，烏斯塔沙在壓力下加快行動，4月從奧西耶克驅逐200名猶太人至亞塞諾瓦茨集中營，另有2,800人被送往奧斯威辛集中營。[8] 1943年5月，蓋世太保組織將最後一批克羅埃西亞猶太人（包括1,700名來自薩格勒布者與2,500名來自其他地區者）送往奧斯威辛。1944年4月18日，德國外交官齊格弗里德·卡舍向柏林通報克羅埃西亞已成為無猶區，稱該國的猶太問題「已被解決」。
- 德國（奥斯特马克）維也納： 1942年10月9日由阿洛伊斯·布倫納（Alois Brunner）宣稱為無猶區。
- 德國柏林： 1943年5月19日。[9]
- 德國埃爾朗根：1944年被宣告為無猶區。